# Igor Nered
Igor Nered, slovenski častnik, veteran vojne za Slovenijo, 22. junij 1963, Ljubljana.

## Odlikovanja in priznanja
- srebrna medalja generala Maistra (4. november 1998)
- zlata medalja Slovenske vojske (18. maj 2001)
- red Slovenske vojske (31. maj 2004)
- spominski znak Obranili domovino 1991
- spominski znak 5. obletnica vojne za Slovenijo (2. december 1997)